# 孙洁 (企业家)
孙洁（1968年—），中国企业家，携程首席执行官。

## 生平
1968年出生于上海，1988年进入北京大学法学院，1989年赴美留学进入佛罗里达大学，毕业以后来到硅谷，在毕马威担任五年的审计经理。1997年至2005年担任半导体供应商应用材料公司SEC部门负责人。2005年回国接替沈南鹏担任携程首席财务官，2012年5月出任首席运营官，2016年11月接替梁建章担任首席执行官。

## 家庭
1995年和中国风险投资人吴炯结婚。他们有两个孩子，生活在上海。